# PSD Bank Braunschweig
Die PSD Bank Braunschweig eG ist eine deutsche genossenschaftliche Direktbank für Privatkunden mit Sitz in der niedersächsischen Stadt Braunschweig.

## Geschichte
Im Zuge des deutschlandweiten Aufbaus wurde am 4. Januar 1872 in Braunschweig der Post-, Spar- und Vorschuss-Verein gegründet. Mitglieder waren die Angestellten und Beamten der damaligen Reichspost bzw. der späteren Deutschen Bundespost und deren Familienangehörige. 1903 wurde der Braunschweiger Verein in Post-Spar- und Darlehnsverein (PSpDV) Braunschweig umbenannt. 1992 weitete der Post-Spar- und Darlehnsverein Braunschweig seine Dienstleistungen auf alle Privatkunden aus. Im September 1999 wechselte die Rechtsform in eine eingetragene Genossenschaft (eG) und die Firmierung änderte sich in PSD Bank Braunschweig eG. Eine im Jahr 2006 in Göttingen eröffnete Filiale wurde zum Jahresende 2015 wieder aufgegeben.

## Rechtsverhältnisse
Die PSD Bank Braunschweig eG ist im Genossenschaftsregister beim Amtsgericht Braunschweig unter GnR 358 eingetragen.

## Organisationsstruktur
Rechtsgrundlagen sind das Genossenschaftsgesetz und die durch die Vertreterversammlung beschlossene Satzung. Organe der Bank sind der Vorstand, der Aufsichtsrat und die Vertreterversammlung.

## Sicherungseinrichtung
Die PSD Bank Braunschweig eG ist der amtlich anerkannten Sicherungseinrichtung des Bundesverbandes der Deutschen Volksbanken und Raiffeisenbanken GmbH und der zusätzlichen freiwilligen Sicherungseinrichtung des Bundesverbandes der Deutschen Volksbanken und Raiffeisenbanken e. V. angeschlossen.

## Geschäftsausrichtung
Die PSD Bank Braunschweig eG betreibt das Universalbankgeschäft und betreut ausschließlich Mitglieder und Kunden, die in ihrem Geschäftsgebiet wohnen. Die Bank tätigt Finanzdienstleistungen in den Bereichen Bauen und Wohnen, Sparen und Anlegen, Altersvorsorge, Absichern, Finanzieren und Girokonto. Im Verbundgeschäft arbeitet sie mit der DZ Bank, R+V Versicherung, TeamBank AG, Bausparkasse Schwäbisch Hall und der Union Investment zusammen. Die PSD Bank Braunschweig eG gehört der PSD Bankengruppe an. Als eine der zwölf selbständigen PSD Banken ist sie Mitglied im Bundesverband der Deutschen Volksbanken und Raiffeisenbanken (BVR).

## Geschäftsgebiet
Ihr Geschäftsgebiet umfasst die Region Süd-Ost-Niedersachsen und das Bundesland Sachsen-Anhalt.
An diesen Orten betreibt die Bank Filialen:
- Braunschweig (Hauptstelle, jur. Sitz)
- Halle (Saale) (Geschäftsstelle)
- Magdeburg (Geschäftsstelle)

Außerdem sind mobile Berater im Geschäftsgebiet unterwegs. Weiterhin betreibt die Bank einen Service zur telefonischen Beratung sowie Online- und Telefonbanking.

## Sonstiges
Seit 2007 richtet die PSD Bank Braunschweig eG den Wettbewerb „Ideen machen Schule“ aus, seit 2020 unter dem Namen Eure Vision – unsere Aktion. Hier werden kreative Schulprojekte mit jährlich 50.000 Euro gefördert. Des Weiteren unterstützt die PSD Bank Braunschweig eG sportliche und kulturelle Ereignisse sowie Projekte, die das bürgerschaftliche Engagement fördern.